# Gmina Bełżyce
Die Gmina Bełżyce [bɛwˈʒɨtsɛ] anhörenⓘ ist eine Stadt-und-Land-Gemeinde im Powiat Lubelski der Woiwodschaft Lublin in Polen. Ihr Sitz ist die gleichnamige Stadt mit 6588 Einwohnern (31. Dez. 2016).

## Geschichte
Bełżyce erhielt 1958 nach 62 Jahren wieder das Stadtrecht. Von 1958 bis 1975 war die Stadt Sitz eines Powiats.

## Gliederung
Zur Stadt-und-Land-Gemeinde gehören neben der Stadt Bełżyce folgende 23 Ortschaften mit einem Schulzenamt:
Babin
Chmielnik
Chmielnik Kolonia
Cuple
Jaroszewice
Kierz
Krężnica Okrągła
Malinowszczyzna
Matczyn
Płowizny
Podole
Skrzyniec
Skrzyniec-Kolonia
Wierzchowiska Dolne
Wierzchowiska Górne
Stare Wierzchowiska
Wojcieszyn
Wronów
Wymysłówka
Zagórze I
Zagórze II
Zalesie
Zosin
Weitere Orte der Gemeinde sind Dylążki und Krężlica Okrągła (kolonia).